# Ischyropsalis dispar
Ischyropsalis dispar is een hooiwagen uit de familie Ischyropsalididae.